# Theater am Potsdamer Platz
Koordinaten: 52° 30′ 25,2″ N, 13° 22′ 19,3″ O

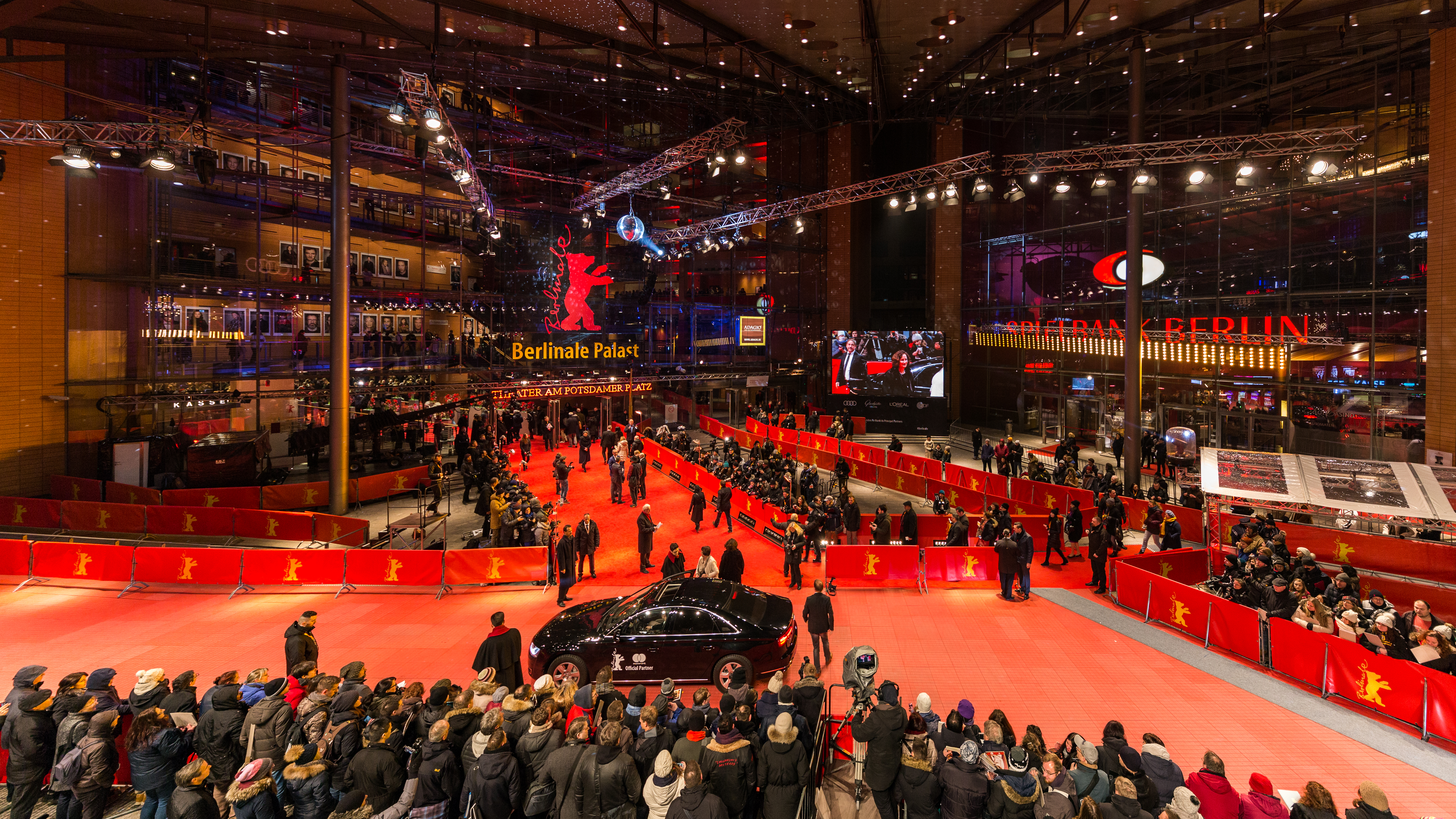
Das Theater während der Berlinale 2017

Das Theater am Potsdamer Platz ist ein Musicaltheater im Berliner Ortsteil Tiergarten.

## Geschichte

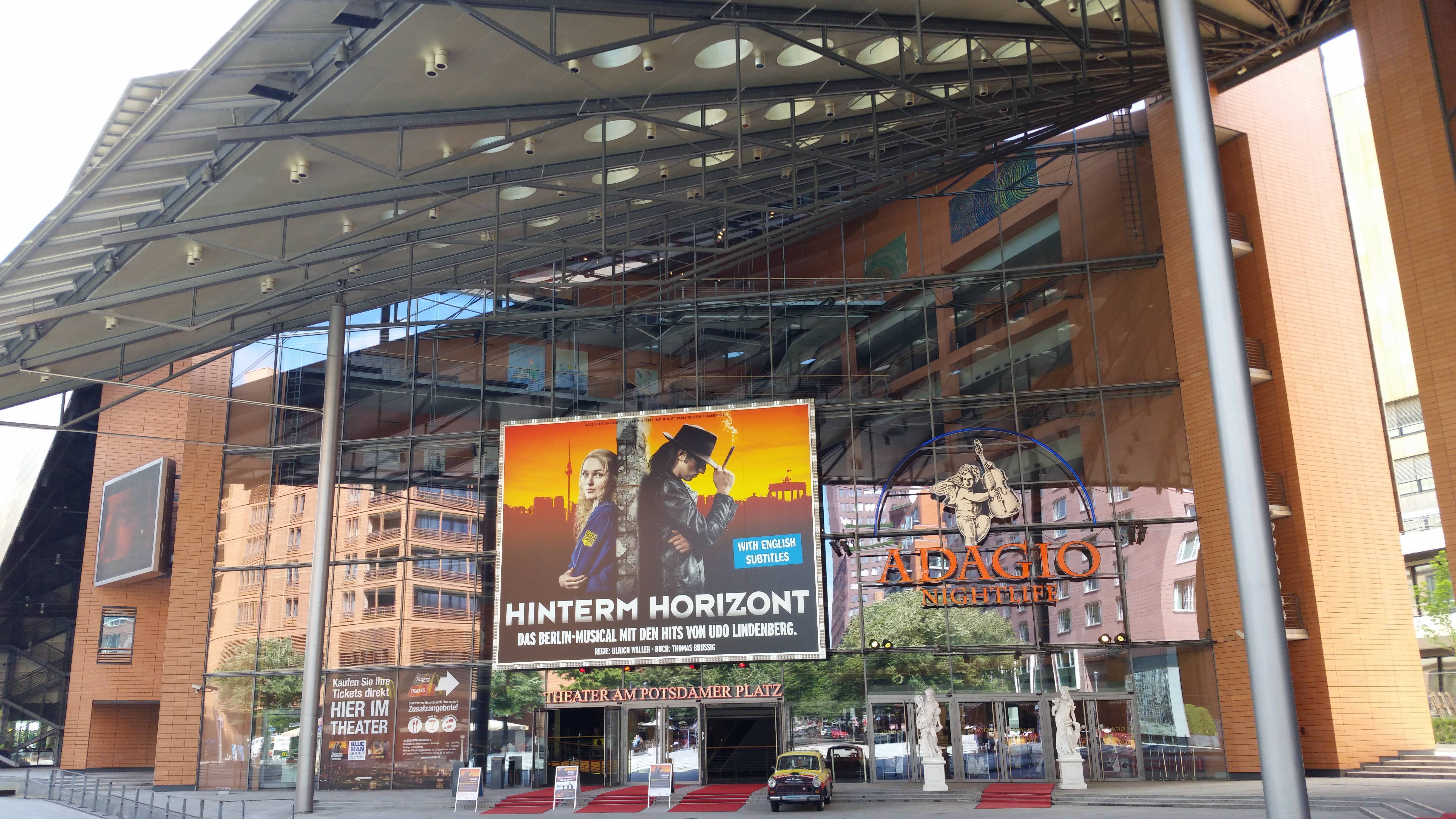
Frontansicht des Theaters am Potsdamer Platz

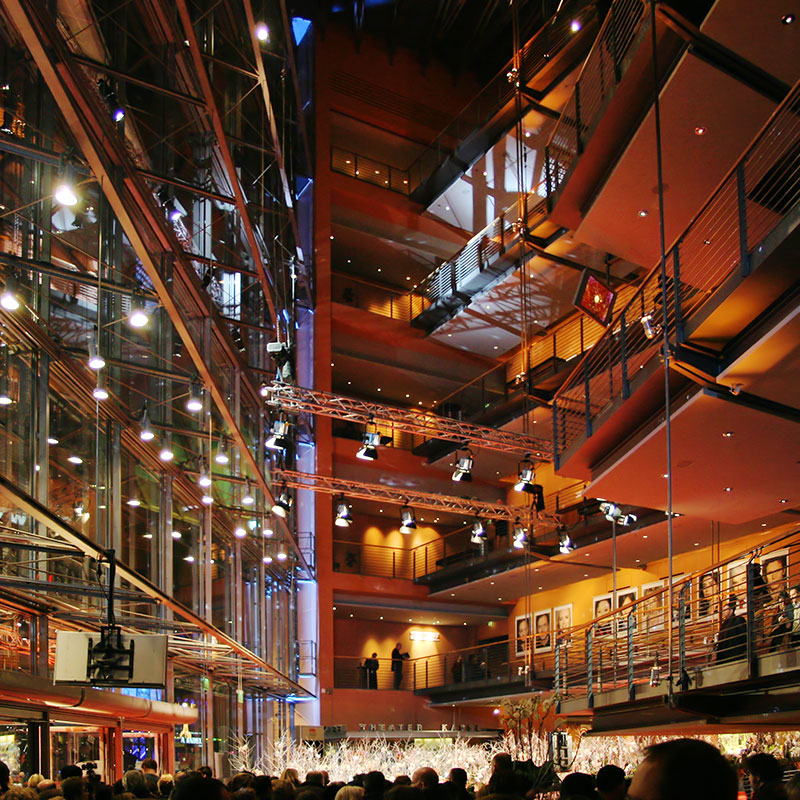
Foyer des Theaters am Potsdamer Platz

Der Theaterbau des Architekten Renzo Piano am Marlene-Dietrich-Platz wurde am 2. Oktober 1998 in der Nähe des Potsdamer Platzes fertiggestellt und eröffnete am 5. Juni 1999 als Musicaltheater. Mit 1754 Sitzplätzen zählt das Theater zu den größten Theatern Deutschlands.
Bis Ende Juni 2002 lief mit Der Glöckner von Notre Dame ein Musical, das auch hier uraufgeführt wurde. Es war ein Novum, dass ein Disney-Musical weder am Broadway noch im Londoner Westend uraufgeführt wurde, sondern in Berlin. Nach Insolvenz des Musicalveranstalters Stella Entertainment AG wurde das Theater im Juli 2002 von Stage Entertainment übernommen. Nach einem Zwischenspiel mit Andrew Lloyd Webbers Musical Cats erweiterte man im Mai 2004 das Profil mit der Europapremiere der New Yorker Showtruppe Blue Man Group zum Performancetheater, einer Mischung aus Rockshow, Comedy, Percussion-Spektakel und Action-Painting. Nachdem die Blue Man Group im Februar 2007 in das BlueMax Theater auf der anderen Seite des Marlene-Dietrich-Platzes zog, wurde im Theater am Potsdamer Platz von März bis September 2007 das Musical Die Schöne und das Biest aufgeführt. Am 21. Oktober 2007 hatte das ABBA-Musical Mamma Mia! in Anwesenheit der früheren Bandmitglieder Björn Ulvaeus und Anni-Frid Lyngstad Premiere. Die Show lief bis 26. Januar 2009. Am 7. April 2009 feierte Dirty Dancing im Theater am Potsdamer Platz Premiere, wo es bis November 2010 zu sehen war. Von der Weltpremiere am 13. Januar 2011 bis zum 28. August 2016 wurde das Musical Hinterm Horizont mit Liedern von Udo Lindenberg aufgeführt.
Seit der Berlinale 2000 ist das Theater am Potsdamer Platz jedes Jahr im Februar Hauptspielstätte der Internationalen Filmfestspiele Berlin. Während dieser Zeit heißt das Theater Berlinale Palast. Neben den Premieren der Wettbewerbsfilme finden hier auch der Eröffnungsfilm und die Preisverleihung statt. Aus diesem Grund wird das komplette Bühnenbild der aktuellen Musicalproduktion ausgebaut und das Theater in ein Kino verwandelt.
Von 2011 bis 2013 wurde im Theater am Potsdamer Platz  die Goldene Henne verliehen. Damit zog die Preisverleihung vom Friedrichstadtpalast, wo die Verleihung von 1995 bis 2010 stattfand, zum Potsdamer Platz um.
Am 28. August 2016 lief die letzte Vorstellung des Musicals Hinterm Horizont. Obwohl der Mietvertrag mit drei Millionen Euro pro Jahr bis 2022 weiterlief, wurde kein Nachfolgemusical geplant, da nach Angabe der Mieter Stage Entertainment eine zeitweise Untervermietung des Theaters in diesem Fall rentabler gewesen sei als eine neue Produktion.
Im Oktober 2019 wurde bekannt, dass sich der bisherige Investor und Vermieter Brookfield Properties und Mieter Stage Entertainment mit dem neuen Interessenten Live Nation aus Frankfurt am Main über eine Ablösung des Mietvertrags ab Mai 2020 geeinigt hatten. Ab Winter 2020 war dort eine – für Berlin angepasste – Produktion des Cirque du Soleil geplant, die aufgrund der Folgen der COVID-19-Pandemie wieder abgesagt wurde.
Im November 2024 wurde bekannt, dass Cirque du Soleil mit dem Programm Alizé seine erste Resident-Show in Europa präsentiert. Die Show soll ab Oktober/November 2025 permanent im Theater am Potsdamer Platz aufgeführt werden.
| Beginn            | Ende               | Musical                     | Genre           | Veranstalter            | Anmerkungen    |
| ----------------- | ------------------ | --------------------------- | --------------- | ----------------------- | -------------- |
| 5. Juni 1999      | 30. Juni 2002      | Der Glöckner von Notre Dame | Musical         | Stella Entertainment AG | Weltpremiere   |
| 12. November 2001 | 31. Januar 2002    | Emil und die Detektive      | Musical         | Stella Entertainment AG | Weltpremiere   |
| 20. Oktober 2002  | 30. Januar 2004    | Cats                        | Revue-Musical   | Stage Entertainment     |                |
| 9. Mai 2004       | 31. Januar 2007    | Blue Man Group              | Show            | Stage Entertainment     | Europapremiere |
| 9. März 2007      | 10. September 2007 | Die Schöne und das Biest    | Musical         | Stage Entertainment     |                |
| 21. Oktober 2007  | 26. Januar 2009    | Mamma Mia!                  | Jukebox-Musical | Stage Entertainment     |                |
| 7. April 2009     | 14. November 2010  | Dirty Dancing               | Show            | Stage Entertainment     |                |
| 13. Januar 2011   | 28. August 2016    | Hinterm Horizont            | Jukebox-Musical | Stage Entertainment     | Weltpremiere   |